# Pixel
Een pixel is een enkele gekleurde punt (Eng.: dot) op het beeldscherm van de computer of in een digitaal beeld. Veel pixels bij elkaar vormen samen een beeld. Alles wat op het scherm te zien is, is opgebouwd uit pixels.
Het woord 'pixel' werd in 1965 voor het eerst gebruikt door Frederic C. Billingsley. Het is een samentrekking van de eerste lettergrepen van de twee Engelse woorden picture en element.
Het aantal pixels op een scherm is bepalend voor de resolutie van het beeldscherm. De breedte en hoogte (b x h) van beeldschermen van personal computers bestaan uit bijvoorbeeld 1280 × 1024 pixels of 1920 × 1080 pixels. Hoe meer pixels beschikbaar zijn per oppervlakte-eenheid, hoe scherper het beeld kan zijn.

## Afmetingen

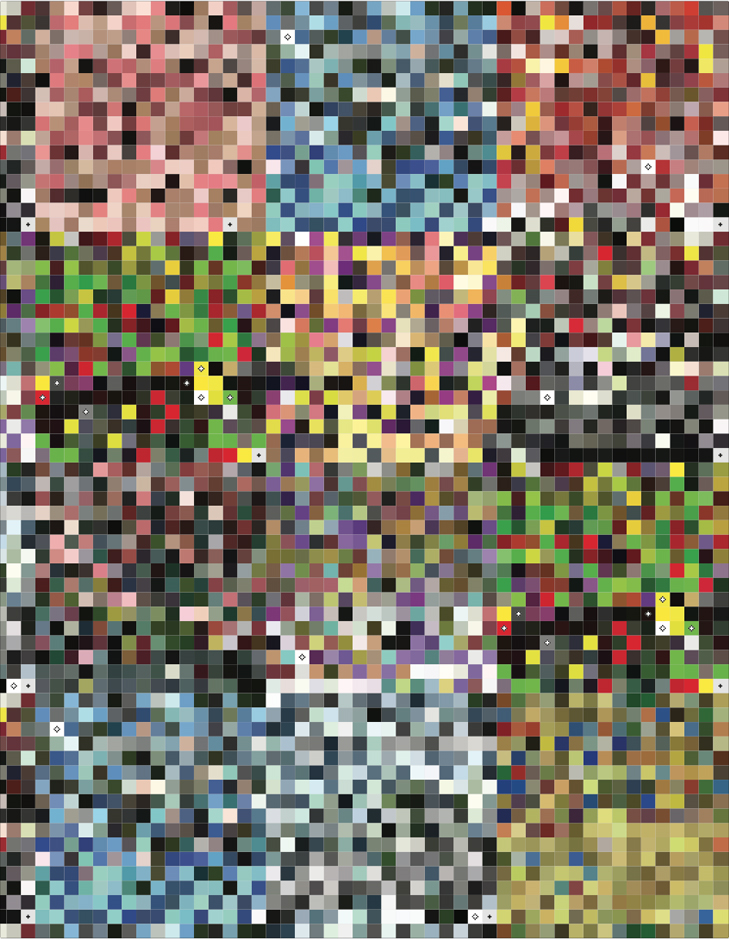
Pixel art

Pixels hebben geen vastgestelde fysieke grootte. Een beeldscherm met een grote oppervlakte kan evenveel pixels hebben als een scherm met een veel kleinere oppervlakte. De maat voor de resolutie in pixels is ppi (pixels per inch) of px/mm (pixels per millimeter). Een hogere waarde maakt meer detail mogelijk op dezelfde oppervlakte. In hoeverre de afzonderlijke pixels zichtbaar zijn en het beeld niet meer "scherp" is, wordt beïnvloed door de afstand tussen waarnemer en beeldscherm. 
De typische ppi-waarde voor een beeldscherm ligt tussen de 50 en 300 ppi. Bij doorsnee beeldschermen ligt dit rond de 70 ppi en bij recente (2015) tablet-pc's en smartphones ligt dit rond de 200 ppi.
De resolutie wordt bepaald per lopende inch of millimeter. Een pixel hoeft niet vierkant te zijn, dus kan het voorkomen dat de horizontale resolutie anders is dan de verticale. In dat geval zijn er horizontale en verticale dpi-getallen. De verhouding breedte : hoogte wordt wel aangeduid met pixelratio.

## Kleurinformatie
Pixels kunnen uit verschillende kleuren subpixels opgebouwd zijn. Die kunnen met verschillende intensiteit oplichten en zodoende kan de pixel een kleur aannemen. Die kleur wordt meestal beschreven met een of meer bits. Het aantal bits per pixel bepaalt het aantal verschillende kleuren dat van een pixel gevraagd kan worden. En in het beste geval kunnen ook alle gevraagde kleuren worden weergegeven. In de allereenvoudigste weergave, met 1 bit = 1 pixel, kan een pixel alleen 'aan' of 'uit' staan, waardoor het beeldscherm monochroom is. Zo kan een 8-bit (één byte)-pixel 256 kleuren adresseren, een 16-bit-pixel 65.536 kleuren en een 24-bit-pixel 16,7 miljoen kleuren. Een pixel die met n bits wordt aangestuurd, kan {\displaystyle 2^{n}} verschillende kleuren representeren. Welke verschillende kleuren een pixel representeert, hangt niet alleen af van het aantal bits dat beschikbaar is, maar ook van de gebruikte kleurcodering. Er kan worden afgesproken dat iedere primaire kleur een aantal bits krijgt (RGB) of dat iedere unieke combinatie bits verwijst naar een bepaalde kleur in een palet.